# Maputo
Maputo är huvudstad i Moçambique. Den hette Lourenço Marques före landets självständighet år 1975. Staden har cirka 1,2 miljoner invånare, med cirka 2,2 miljoner invånare i storstadsområdet, inklusive grannstaden Matola.

## Historia
Lourenço Marques grundades 1545 och kom att växa fram kring ett portugisiskt fort som färdigställdes 1787. Det var dock först sedan en järnväg öppnats från staden till Witwatersrand i Transvaal 1895 som Lourenço Marques började blomstra. 1907 blev staden huvudstad i Portugisiska Östafrika.

## Geografi och näringsliv
Maputo ligger i den sydligaste delen av landet, på den västra sidan av Maputobukten vid mynningen av floden Tempe. Ekonomin är helt beroende av stadens moderna hamn belägen vid Indiska oceanen. Till de största exportvarorna hör kol, bomull, socker och kromit.

## Administration
Maputo tillhör ingen provins utan är en stad med särskild status, på samma nivå som landets provinser. Staden ligger som en enklav i provinsen Maputo, vilken staden separerades från 1984. Maputo administrerar områden både norr och söder om en vik som löper in från Maputobukten, där stadens bebyggelse i huvudsak är belägen på den norra sidan. Maputo administrerar även några mindre öar strax utanför kusten, samt den cirka 50 km² stora ön Inhaca belägen cirka 30 kilometer österut.

## Transport
Maputos internationella flygplats är belägen i staden och är landets viktigaste och mest trafikerade. I Maputo finns också järnväg, bland annat till Pretoria i Sydafrika.

## Ambassader
Alla de skandinaviska länderna har ambassader i Maputo. I Maputo finns dessutom en skandinavisk förskola och grundskola.